# オフ・ザ・グラウンド
『オフ・ザ・グラウンド』（Off the Ground）は、1993年に発表されたポール・マッカートニーのアルバムである。

## 概要
1989年から1990年にかけて行われたワールド・ツアー『The Paul McCartney World Tour』の終了後、ツアーのサポート・メンバーと共にレコーディングが行われた。
本作は1曲全体をリハーサルし、ワンテイクでレコーディングを行ったり、最小限のオーヴァーダビングを行ったりするなどバンド・サウンドを重視した作品に仕上がっている。
「ミストレス・アンド・メイド」「ザ・ラヴァーズ・ザット・ネヴァー・ワー」は、前作『フラワーズ・イン・ザ・ダート』の際に制作されていた楽曲であり、本作のレコーディングには参加していないものの、エルビス・コステロとの共作となっている。「カモン・ピープル」はジョージ・マーティン、「ミストレス・アンド・メイド」「ゴールデン・アース・ガール」はカール・ディヴィス（『リヴァプール・オラトリオ』の共作者）がオーケストラの編曲・指揮を担当した。
また、「バイカー・ライク・アン・アイコン」、「ピース・イン・ザ・ネイバーフッド」の2曲は、1991年11月頃に行われたリハーサル時に取り上げられたもので、本作では最初にレコーディングが行われた楽曲である。
シークレット・トラックとして、1968年のビートルズのインド滞在の際に制作されたという「コズミカリー・コンシャス」が収録されている。
マッカートニーは1993年3月のファンクラブ会報のインタビューにて「このアルバムをレコーディングすることになったとき、今までレコーディング・スタジオで過ごした好きな時間を思い出してみたんだ。1日で「アイム・ダウン」、「夢の人」、「イエスタデイ」をやったんだけど、かなりいい曲だったね！今時、1日に3曲もやることはないだろう。でも、ある日、ジュリアン・メンデルスゾーン(プロデューサー)に、その日のうちに2、3曲作ってしまおうと言ったら、2、3曲いいのが出来たんだ」と語っている。

## 限定盤
本作にはいくつかの未発表音源が存在しており、未発表の音源のうち12曲が追加された2枚組の限定盤『ザ・コンプリート・ワークス』が翌年の1994年に発売されている。
収録曲は本作からのシングル曲のカップリング曲、1991年に出演した『MTVアンプラグド』の際の音源である。

## 収録曲
1. オフ・ザ・グラウンド - "Off the Ground"
2. ルッキング・フォー・チェンジズ - "Looking for Changes"
3. 明日への誓い - "Hope of Deliverance"
4. ミストレス・アンド・メイド - "Mistress and Maid"
5. アイ・オウ・イット・オール・トゥ・ユー - "I Owe It All to You"
6. バイカー・ライク・アン・アイコン -  "Biker Like an Icon"
7. ピース・イン・ザ・ネイバーフッド - "Peace in the Neighbourhood"
8. ゴールデン・アース・ガール - "Golden Earth Girl"
9. ザ・ラヴァーズ・ザット・ネヴァー・ワー - "The Lovers That Never Were"
10. ゲット・アウト・オブ・マイ・ウェイ - "Get Out of My Way"
11. ワインダーク・オープン・シー - "Winedark Open Sea"
12. カモン・ピープル - "C'mon People"
13. "Cosmically Conscious"
  - シークレット・トラック（但し短縮版。後のシングル「オフ・ザ・グラウンド」にフル・バージョンを収録）
14. "I Can't Imagine"

※14.は2007年、iTunes Store販売版のボーナス・トラック。（シングル・カップリング曲）
以下は1994年発表、2枚組の限定盤 ザ・コンプリート・ワークス収録
1. ロング・レザー・コート - "Long Leather Coat"
2. キープ・カミング・バック・トゥ・ラヴ - "Keep Coming Back to Love"
3. スウィート・スウィート・メモリーズ - "Sweet Sweet Memories"
4. 今日の誓い - "Things We Said Today"
5. ミッドナイト・スペシャル - "Midnight Special"
6. スタイル・スタイル - "Style Style"
7. アイ・キャント・イマジン - "I Can't Imagine"
8. コスミカリー・コンシャス - "Cosmically Conscious"
9. キックト・アラウンド・ノー・モア - "Kicked Around No More"
10. ビッグ・ボーイズ・ビッカーリング - "Big Boys Bickering"
11. ダウン・トゥ・ザ・リヴァー - "Down to the River"
12. ソギー・ヌードル（インストルメンタル）- "Soggy Noodle"

## クレジット
- ポール・マッカートニー - リード・ボーカル、バッキング・ボーカル、ベース、アコースティック・ギター、エレクトリック・ギター、スパニッシュ・ギター、ピアノ、ウーリッツァー、メロトロン、チェレスタ、シタール、ドラムス、コンガ、タンバリン、パーカッション、オカリナ、ハーモニカ、口笛
- リンダ・マッカートニー - バッキング・ボーカル、キーボード、チェレスタ、ハーモニウム、モーグ・シンセサイザー、クラビネット、オートハープ、タンバリン、パーカッション、鉄道ホイッスル
- ヘイミッシュ・スチュアート - バッキング・ボーカル、ベース、アコースティック・ベース、アコースティック・ギター、エレクトリック・ギター、パーカッション
- ロビー・マッキントッシュ（英語版）- バッキング・ボーカル、エレクトリック・ギター、アコースティックギター、スパニッシュ・ギター、スライドギター、マンドリン、パーカッション
- ポール・ウィッケンズ（英語版） - バッキング・ボーカル、キーボード、グランドピアノ、ピアノ、シンセサイザー、クラビネット、ハモンドオルガン、アコーディオン、シンセベース、コンガ、パーカッション、リンドラム（英語版）、ドラムス・プログラミング、プログラミング
- ブレア・カニンガム - バッキング・ボーカル、ドラムス、パーカッション、コンガ

外部ミュージシャン
- デイヴィット・ジョバンニ - パーカッション
- マウリツィオ・ラヴァリコ - パーカッション
- ゴードン・ハント - オーボエ
- スーザン・ミラン（英語版） - フルート
- フランク・ロイド - ホルン
- ポール・ストリングスボールド - トランペット
- リチャード・マーティン - トランペット
- コリン・シーン - トロンボーン
- ステファン・ウィック - チューバ
- ジョナサン・エヴァンスジョーンズ - バイオリン
- ロジャー・ガーランド - バイオリン
- ロイ・ギラード - バイオリン
- ポリーヌ・ローバリー - バイオリン
- ブレンダン・オライリー - バイオリン
- マチェイ・ラコフスキ - バイオリン
- カール・デイヴィス - アレンジメント、オーケストラ・コンダクター
- エディ・クレイン - 会話
- ケイス・スミス - 会話